# Vittantjärnarna (Örträsks socken, Lappland, 713009-165629)
Vittantjärnarna är en sjö i Lycksele kommun i Lappland och ingår i Umeälvens huvudavrinningsområde. Sjön har en area på 0,0265 kvadratkilometer och ligger 288 meter över havet.

## Delavrinningsområde
Vittantjärnarna ingår i det delavrinningsområde (713418-165273) som SMHI kallar för Utloppet av Vittanträsket. Medelhöjden är 302 meter över havet och ytan är 19,87 kvadratkilometer. Det finns inga avrinningsområden uppströms utan avrinningsområdet är högsta punkten. Vittanbäcken (Sörbäcken) som avvattnar avrinningsområdet har biflödesordning 3, vilket innebär att vattnet flödar genom totalt 3 vattendrag innan det når havet efter 130 kilometer. Avrinningsområdet består mestadels av skog (73 procent) och sankmarker (15 procent). Avrinningsområdet har 1,68 kvadratkilometer vattenytor vilket ger det en sjöprocent på 8,4 procent.